# Devid Striesow
Devid Striesow, född 1 oktober 1973 i Bergen auf Rügen i dåvarande Östtyskland, är en tysk skådespelare.
Striesow flyttade efter sin skolutbildning till Berlin för att börja en lärlingsutbildning som guldsmed, men guldsmedsverksamheten gick i konkurs innan Striesow kunde börja. Berlinmurens fall 1989 förändrade hans dåvarande planer så han återgick till studier igen. Han studerade musik med inriktning på jazz och att spela gitarr, därefter började han även utbilda sig till skådespelare.
Han började därefter uppträda först på teater och därefter film. En av hans mest kända roller är i filmen Falskmyntarna från 2006.